# Franc Serafin Šegula
Franc Serafin Šegula, slovenski duhovnik, nabožni pesnik in časnikar, * 21. avgust 1860, Moškanjci, † 15. maj 1938, Maribor.

## Šolanje in delo
Šegula se je rodil v kmečki družini očetu Martinu in mami Katarini (rojeni Sok). Osnovno šolo je obiskoval v Gorišnici in na Ptuju, nato gimnazijo na Ptuju (1873–77) in v Mariboru (1877–81). Po končani gimnaziji je študiral bogoslovje v Mariboru (1881–83) ter kasneje v Gradcu (1883–85), kjer je bil leta 1885 posvečen v duhovnika.
Kot kaplan je med letoma 1885 in 1890 deloval v Avstriji blizu slovenske meje, in sicer najprej dve leti v Hatzendorfu pri Fehringu, nato dve leti v Gomilici (Gamlitz), zatem eno leto v Lučanah (Leutschach) in na koncu še v Radgoni. Od leta 1890 do upokojitve leta 1900 je deloval kot duhovnik pri Sv. Duhu na Ostrem Vrhu. Po končanem duhovniškem delu je v Mariboru prevzel uredništvo Vošnjakovega mariborskega poltednika Südsteirische Post, ga izboljšal in preimenoval v Südsteirische Presse, a mu je leta 1906 Katoliško tiskovno društvo odreklo podporo pri izdaji. Zatem je prestopil v mariborsko škofijo ter postal župnijski upravitelj in kasneje duhovnik pri Sv. Roku ob Sotli. Ker pa je leta 1913 oglušel, se je dokončno upokojil in se istega leta preselil v Pragersko. Leta 1934 je imel v Mariboru zlato mašo.

## Pisateljevanje
Že kot bogoslovec se je posvečal pisanju. Pisal je v slovenskem, nemškem in latinskem jeziku. Napisal je celo vrsto del z nabožno vsebino, med njegovo literarno zapuščino pa najdemo tudi posvetna besedila. Je avtor dveh priročnikov za cerkveno upravljanje, številnih molitvenikov, pridig in križevih potov. Večkrat je obiskal Sveto deželo in o njej tudi pisal, zato mu je Cerkev podelila častni naslov vitez božjega groba. Objavil je več povesti, knjižnih poročil in leposlovnih prispevkov. 
Veliko je tudi prevajal, med drugim je v nemščino prevedel Jurčičevo povest Ivan Erazem Tattenbach (1883). Dolga leta je prijateljeval s pesnikom Josipom Stritarjem in si z njim tudi dopisoval. Pomagal mu je pri izdaji njegove pesniške zbirke Strunam v slovo (1922) in pri pripravi njegovih nemških spisov. V nemščino je prevedel Stritarjev roman Zorin, sestavil podrobni Stritarjev življenjepis, analiziral vsa njegova dela od leta 1872, zbral njegovo dokumentacijo in rokopisno gradivo ter vse oddal takratni Študijski knjižnici v Mariboru. Stritar mu je posvetil svoji pesmi Domovini hvala in Prijatelju. 
Zanimal se je tudi za politična vprašanja, kar med drugim izpričuje njegov prevod govora Pour l'arbitrage (Za svetovno razsodišče), s katerim je ameriški industrialec prof. A. Carnegie nagovoril visokošolce.
Šegulovo zapuščino danes hrani Univerzitetna knjižnica v Mariboru.